# Гумнище (Шкофліца)
Гумнище (словен. Gumnišče) — поселення в общині Шкофліца, Осреднєсловенський регіон, Словенія. 
Висота над рівнем моря: 331,7 м.